# 格陵兰语
格陵兰语（Kalaallisut，發音：[kalaːɬːisʉt]，發音：[ˈkʁɶnˌlænˀsk]），是爱斯基摩-阿留申语系中的一门语言，大约有五万七千使用者，大多数为居住在格陵兰的格陵蘭因紐特人。此语言跟包括伊努克提圖特語在内的加拿大的因纽特诸语言关系紧密。它是爱斯基摩-阿留申语系人数最多的语言，為格陵蘭的官方語言。
格陵兰语的主要变体为西格陵兰语（Kalaallisut，或直接称为格陵兰语），此变体自2009年6月起成为格陵兰自治区域内的官方语言。格陵兰政府旨在以这个举动来强化格陵兰语跟其殖民语言丹麦语的竞争。格陵兰语的第二个变体为东格陵兰语（tunumiisut）。格陵兰北部图勒因纽特人讲的极地因纽特语（Inuktun，又称北格陵兰语）是最后到达格陵兰的，为伊努克提圖特語的一门方言。
格陵兰语是一种多式综合语，它可以通过把词根跟各种後綴结合在一起而组成一个长的单词。

## 历史

因紐特各語言分布圖

格陵兰语是由图勒人在13世纪带到格陵兰的。在图勒人到来之前的薩卡克文化和多尔塞特文化时期在格陵兰讲什么语言不太清楚。
最早对格陵兰语的描述是在17世纪时。随着18世纪初期丹麦传教士的到来以及丹麦对格陵兰殖民的开始，词典的编纂以及语法描述也相应开始了。传教士在1750年编写了第一部格陵兰语词典，1760年编写了第一部语法书。
从18世纪丹麦殖民到1979年格陵兰开始自治，格陵兰语持续受到丹麦语的压力。在1950年代丹麦的语言政策旨在强化丹麦语的地位。其中最重要的做法是小学之后的教育以及官方事务都是通过丹麦语来进行的。
从1851年到1973年，格陵兰语是用一套由传教士语言学家修订的复杂的正字法来书写。由于口语形式变化很大，1973年引进了一套新的正字法来把书面语靠近口语标准。改革非常有效，之后的多年内格陵兰的识字率大幅提高。
另一个强化格陵兰语的发展趋势是自1979年自治后格陵兰社会的“格陵兰化”政策。这项政策把格陵兰语作为教育中的官方语言，来抵消之前把格陵兰语边缘化的趋势。把格陵兰语作为小学教育中的唯一语言这个事实意味着在格陵兰的单一丹麦语家庭把自己的孩子培养成丹麦语和格陵兰语双语者。现在有几家专门的格陵兰语媒体。格陵蘭廣播公司提供格陵兰语的电视和广播节目。此外还有一家格陵兰语出版社。
在2009年6月之前，格陵兰语与丹麦语共同为格陵兰的官方语言。但在之后格陵兰语则成为唯一的官方语言。这使得格陵兰语成为美洲原住民語言中的独特例子：由法律认定的半独立地区的唯一官方语言。尽管如此，联合国教科文组织濒危语言红皮书还是把格陵兰语列为“脆弱”的濒危程度。格陵兰有100%的识字率。由于西格陵兰语作为标准形式已成为主导语言，教科文组织的一份报告把其它方言列为濒危，现在在考虑如何保护东格陵兰方言的措施。

## 范例
格陵兰语《世界人权宣言》第一条：
对应的中文翻译：
人人生而自由，在尊严和权利上一律平等。他们赋有理性和良心，并应以兄弟关系的精神相对待。

## 延伸閱讀
- Fortescue, M. D. (1990). From the writings of the Greenlanders = Kalaallit atuakkiaannit. [Fairbanks, Alaska]: University of Alaska Press. ISBN 978-0-912006-43-7

## 參閲
- 因紐特語言音系（英语：Inuit phonology）
- 因紐特語言（英语：Inuit languages）